# Денні Кларк (велогонщик)
Денні Кларк (англ. Danny Clark, 30 серпня 1951) — австралійський велогонщик.
Срібний призер Олімпійських Ігор 1972 року в гіті на 1 км.
Срібний призер Ігор Співдружності 1970 року в індивідуальній гонці переслідування.
Чемпіон світу з трекових велоперегонів 1980 (кейрін), 1981 (кейрін), 1988 (гонка за лідером), 1991 (гонка за лідером) років, срібний призер 1981 (гонка за очками), 1982 (кейрін), 1983 (кейрін), 1985 (гонка за лідером), 1987 (гонка за лідером) років, бронзовий призер 1990 (гонка за лідером), 1990 (гонка за очками) років.